# Krishnarajanagara
Krishnarajanagara es una ciudad de la India en el distrito de Mysore, estado de Karnataka.

## Geografía
Se encuentra a una altitud de 818 m s. n. m. a 180 km de la capital estatal, Bangalore, en la zona horaria UTC +5:30.

## Demografía
Según estimación 2011 contaba con una población de 34 417 habitantes.